# Драбинчастий віз
Драбинчастий віз (також драбинястий віз; нім. Leiterwagen, чеськ. žebřinový vůz, žebřiňák) — дерев'яний безмоторний перевізний засіб, що має ґратчасті боковини-борти («полудрабки», «драбини»). Як правило, чотириколісний. Використовується для перевезення різного збіжжя (сіна, соломи, трави), дров тощо. Як тяглова сила для такого воза використовуються коні чи /або воли. Існують невеликі ручні драбинчасті візки, що можуть приводитися в рух / переміщуватися людиною (чи декількома людьми залежно від маси переміщуваного вантажу).

## Галерея

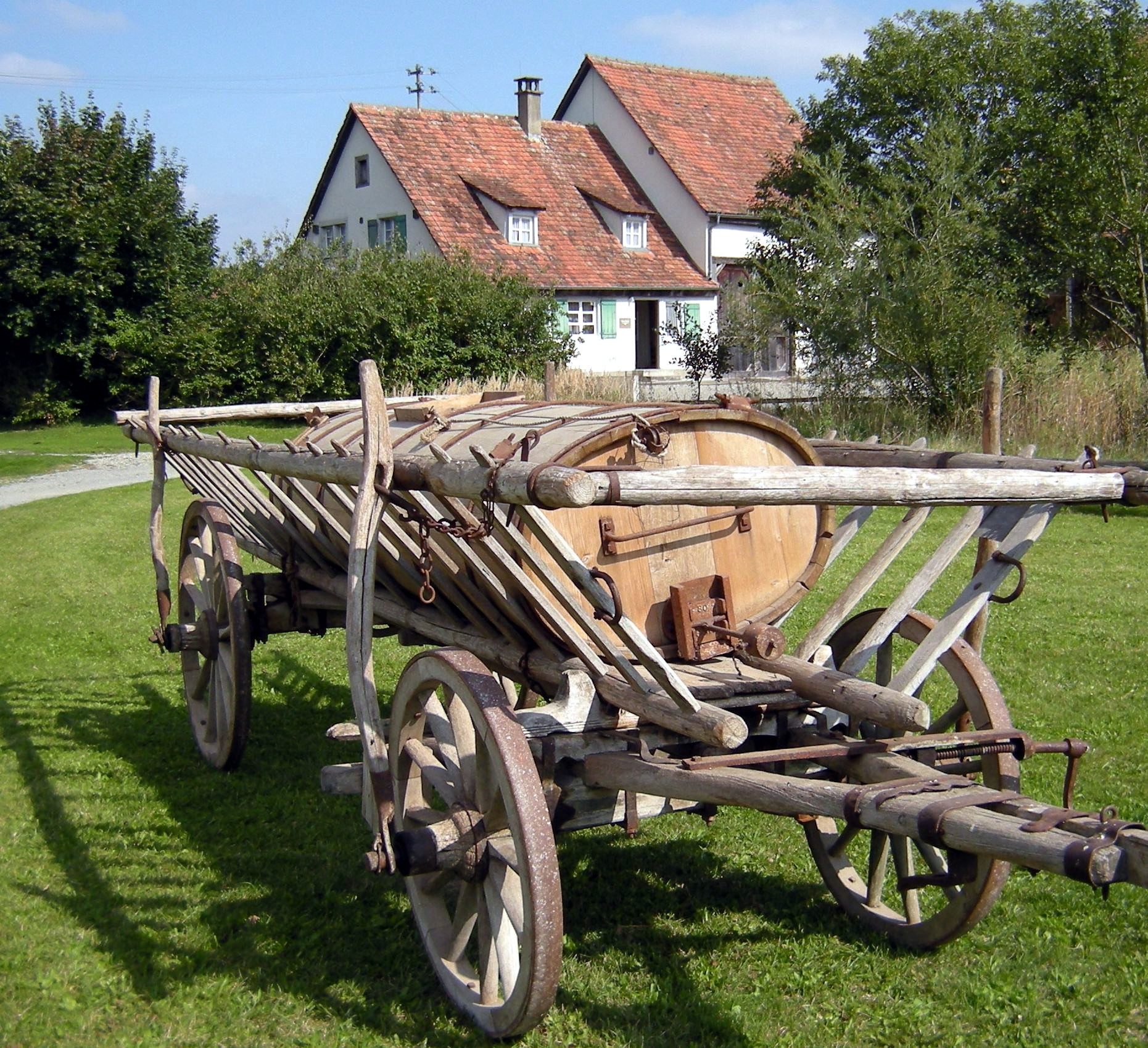
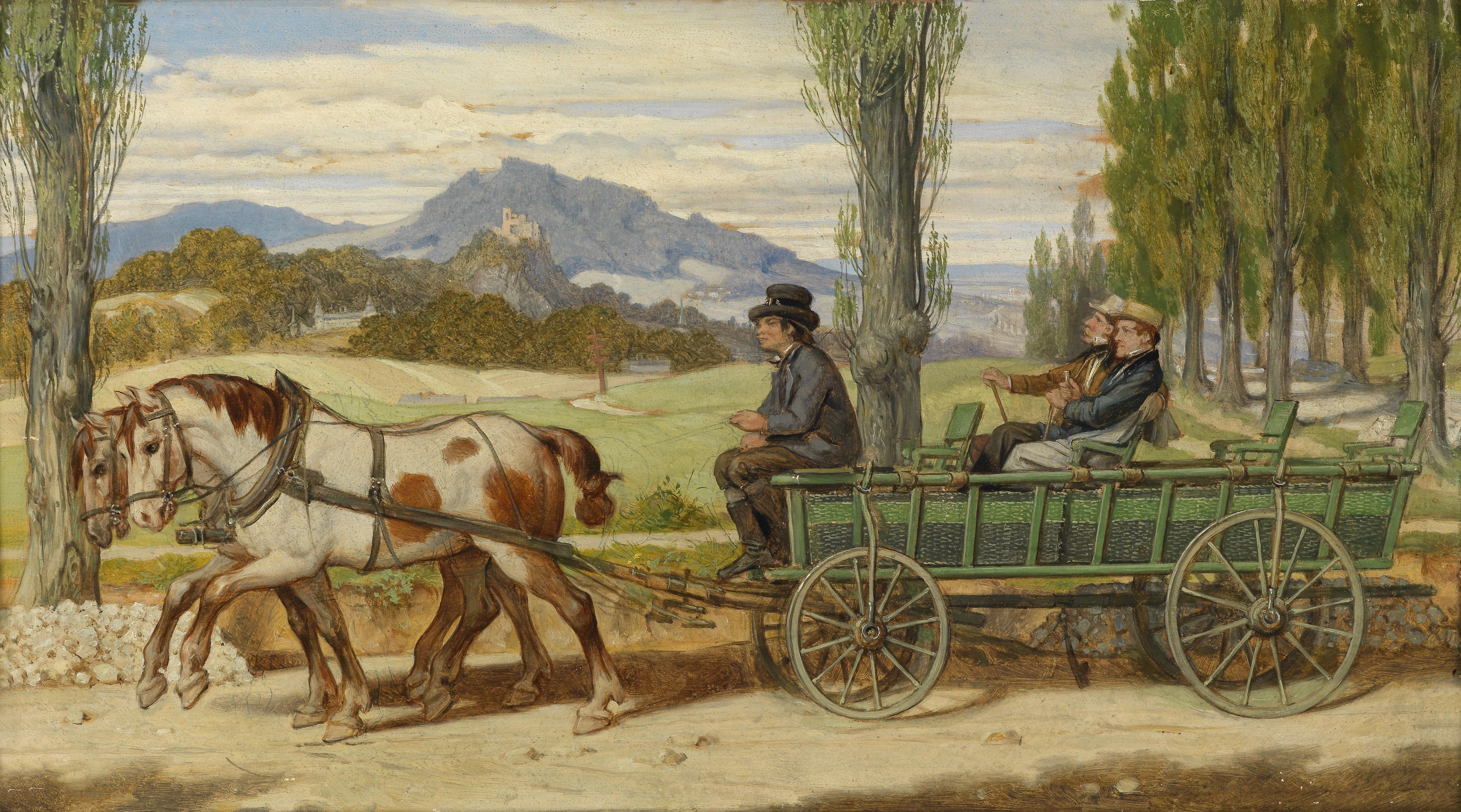
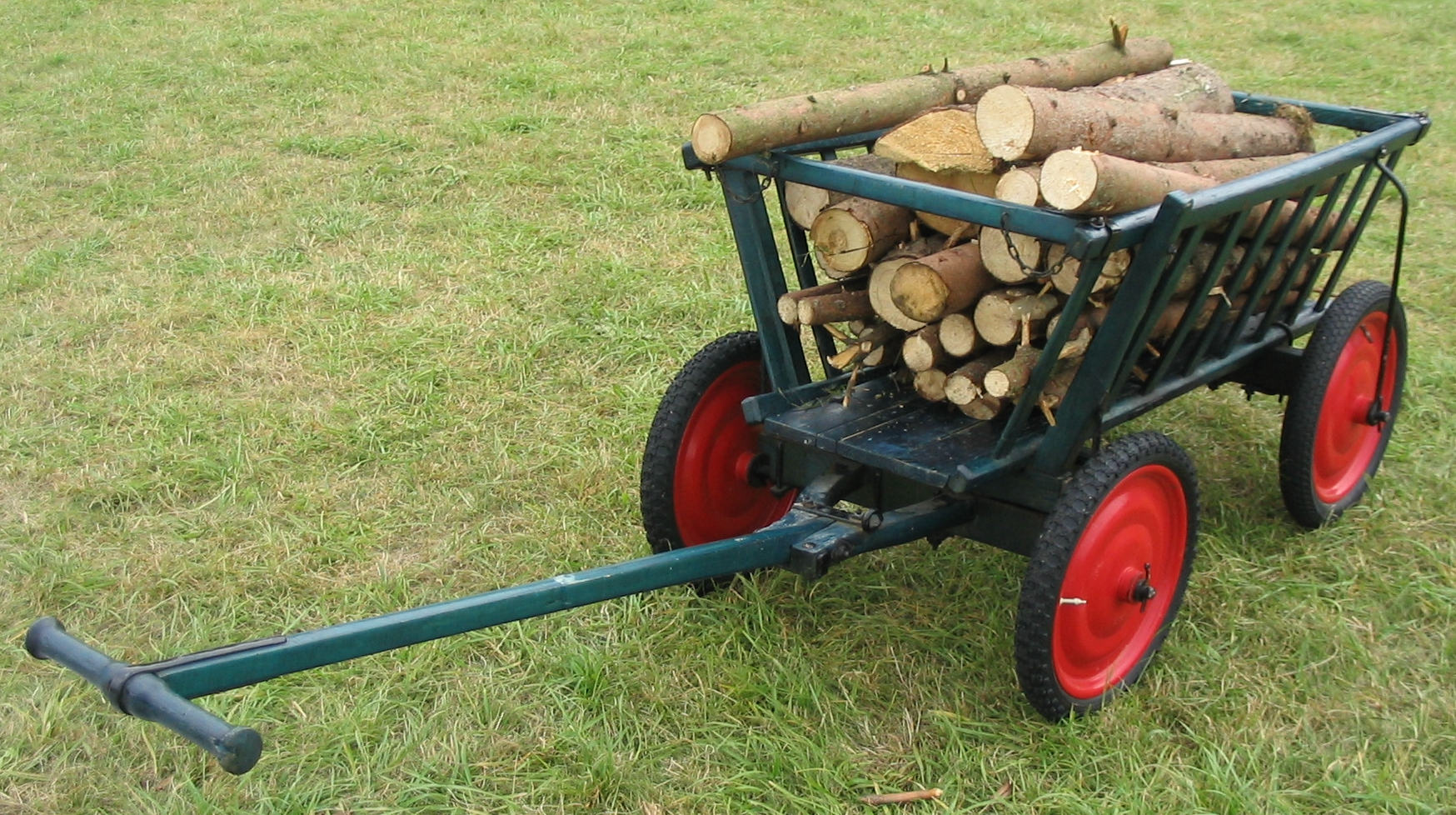
ручний драбинчастий візок